# Bucolismo

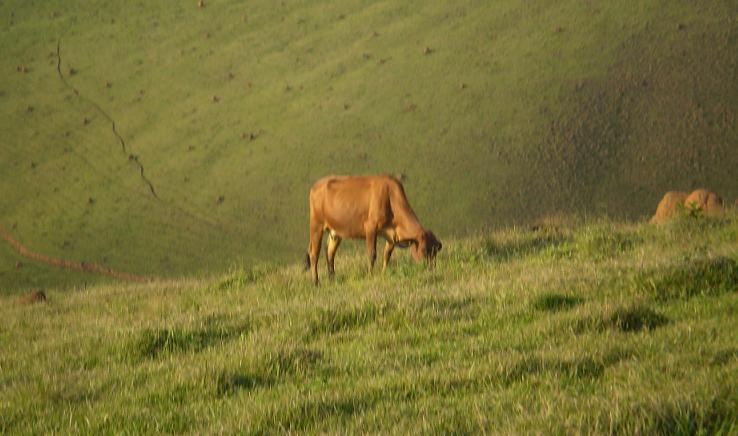
El bucolismo ensalza las bellezas de la vida rural.

El bucolismo es una temática habitual de la literatura, la pintura y el teatro antiguos que suele ambientarse en lugares naturales rústicos como bosques y montañas, en cercanía de prados y agua, con diálogos de temática amorosa y disputas musicales protagonizadas por pastores idealizados, a veces encubriendo personajes o historias de amor reales. En la literatura se refleja a través de géneros como el idilio, la égloga, la serranilla, la pastorela, la égloga dramática o farsa pastoril y la novela pastoril.

## El género

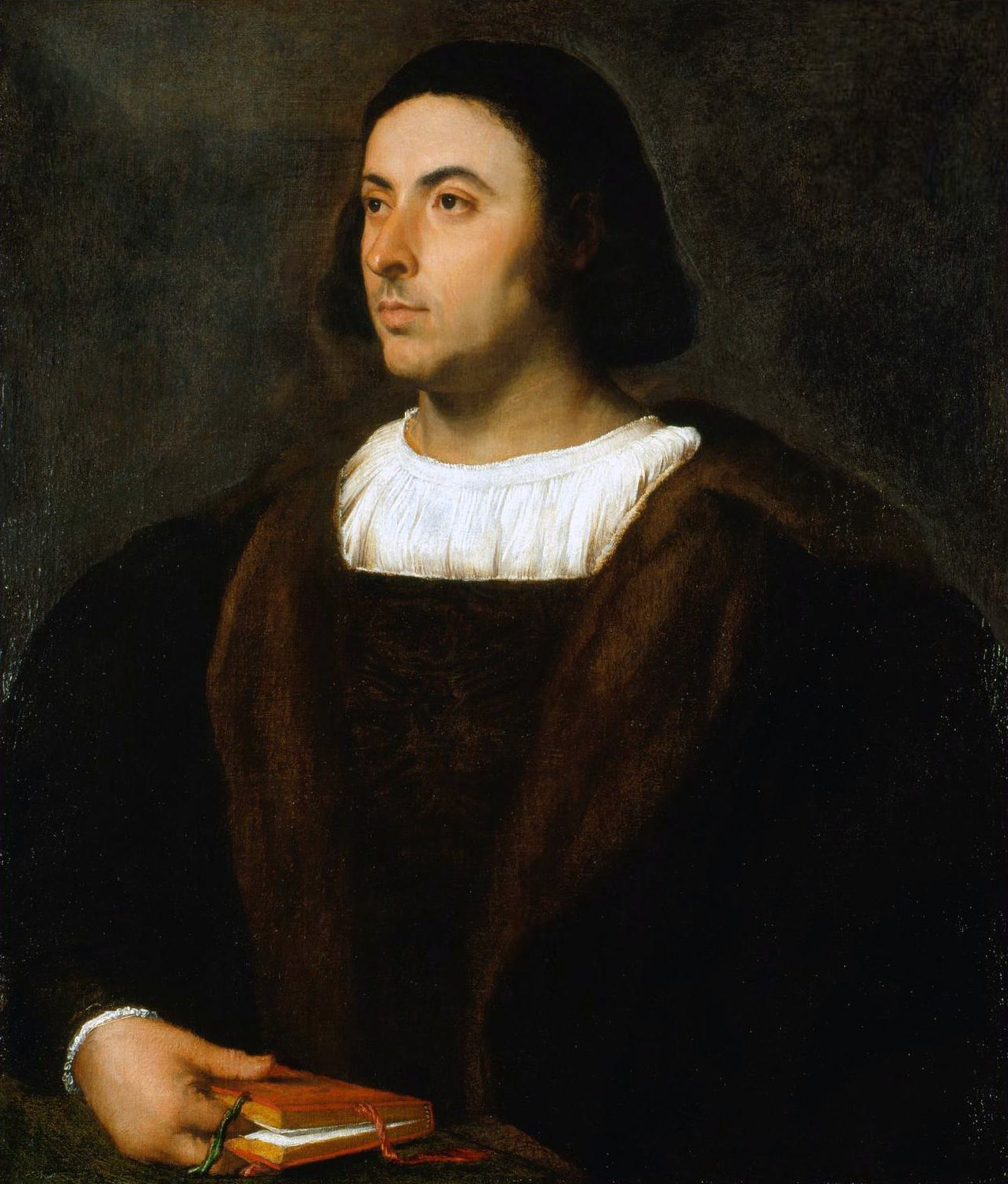
Jacopo Sannazaro.

Aunque el género pastoril tiene origen en los clásicos grecolatinos, y tuvo prolongación en la Edad Media a través de las pastorelas y vaqueras de los trovadores provenzales, se desarrolló sobre todo durante el Renacimiento; suponía una de las vías de escape al paganismo desde la teocéntrica Edad Media al Renacimiento. A consecuencia del acusado cambio ideológico que tiene lugar a principios del siglo XV, el paisaje natural del mundo empieza a aparecer en los cuadros como entorno de la figura humana y a tomar un interés y una importancia de la que carecía en el pasado y se lo suele asociar con las deidades paganas y la mitología, por las que se siente gran curiosidad. La vuelta a los referentes antiguos grecolatinos por parte de la literatura y las transformaciones mitológicas en elementos naturales que Ovidio refleja en Las metamorfosis, auténtica Biblia del paganismo, descubre las raíces materiales y naturales del cuerpo del hombre al margen de su espíritu divino y puebla la naturaleza de referencias cultas; el antropocentrismo renacentista busca en el personaje del pastor la inocencia perdida de Adán en el Paraíso natural a través del tópico literario clásico del locus amoenus, un lugar compuesto de tres elementos que invitan a la conversación: sombra de árboles, agua que corre, prado tranquilo; estos tres elementos se suelen encontrar en el paisaje idealizado de la Arcadia de Teócrito, autor de donde arranca la tradición clásica griega del bucolismo (los Idilios o "pequeños poemas" de Teócrito y sus seguidores Bion y Mosco), para después ser reelaborado en las églogas ("selectas" o "escogidas") de los latinos Virgilio, Nemesiano, Calpurnio Sículo o Ausonio, quienes sitúan ocultos bajo la máscara de sus pastores a personajes reales, con una predominante temática amorosa envuelta en suave epicureísmo.
Sin embargo es durante el Renacimiento cuando más se hace notar el género bucólico, ya que recuperó los temas y géneros clásicos (la citada égloga) e incluso inventó otros nuevos (como la novela pastoril, género mixto de prosa y verso creado por el italiano Jacopo Sannazaro en su Arcadia), o incluso lo renovó incorporando elementos pastoriles asociados al tema cristiano de la Adoración de los pastores (officum pastorum). La literatura bucólica del Renacimiento, no obstante, pone en boca de pastores refinados y mundanos, que parecen más bien cortesanos que otra cosa, discursos elaboradísimos y temas terrenales pintando un mundo mejor que el real, idealizado por el Neoplatonismo. En manifestaciones posteriores, el género se mezcla con otros elementos ajenos, no ya la mitología pagana, sino con elementos de religiosidad cristiana que le son ajenos, y aparecen temas como el debate dialéctico entre los placeres de la carne y los placeres del espíritu; el abandono de la vida terrena, la vida del ermitaño, etcétera, todos ellos de gran simbología.

## Bucólicos extranjeros
El elemento bucólico es ya muy importante en algunas obras de Francesco Petrarca, como su Carmen bucolicum, y en Giovanni Boccaccio, como en su Ninfale Fiesolano, su Ninfale d'Ameto, su Comedia delle ninfe Fiorentine o incluso sus apenas leídas dieciséis églogas en latín. La Arcadia de Jacopo Sannazaro crea el molde de la novela pastoril europea, al que pertenecen el francés Honoré d'Urfé con su extensísima La Astrea, que influyó mucho toda la literatura bucólica posterior; en francés escribieron églogas Pierre de Ronsard y otros poetas de La Pléyade. En Portugal introdujo el bucolismo Bernardim Ribeiro a través de su novela pastoril Menina e moça y escribieron églogas Sa de Miranda y otros poetas renacentistas. En Inglaterra sir Philip Sidney fue el primero en escribir una novela pastoril, The Countess of Pembroke's Arcadia.

## Bucólicos españoles
Entre los autores más reputados en el género pastoril están, en el Prerrenacimiento, el Marqués de Santillana con sus Serranillas, todavía con el sabor provenzal de las pastorelas, ya muy lejanas de las zafias y brutas serranas de Juan Ruiz, y los ya renacentistas Juan del Encina (Églogas), Garcilaso de la Vega (sus tres Églogas), Jorge de Montemayor (cuatro largas Églogas y Los siete libros de la Diana, primera novela pastoril escrita en castellano), Luis Barahona de Soto (más églogas), Luis Gálvez de Montalvo (El pastor de Fílida) y el posterior Miguel de Cervantes (con su novela pastoril La Galatea). Este prolijo subgénero tuvo vigencia en siglos posteriores; hasta en el Barroco se recuperan temas pastoriles: Cristóbal Suárez de Figueroa (La constante Amarilis), Lope de Vega (La Arcadia) y Bernardo de Balbuena (Siglo de oro en las selvas de Erífile), entre otros. Ya en el siglo XVIII reverdece la égloga a través del Neoclasicismo y la Escuela de Salamanca, y escriben églogas Juan Meléndez Valdés y Nicasio Álvarez Cienfuegos, entre otros.